# Jak Kozacy grali w piłkę nożną
Jak Kozacy grali w piłkę nożną / Jak Kozacy w piłkę nożną grali (ukr. Як козаки у футбол грали) – radziecki krótkometrażowy film animowany zrealizowany przez Wołodymyra Dachno w 1970 roku. Drugi film z serii "Wszystko o Kozakach" (ukr. Все про козаків). Ukraińska opowieść o kozackiej drużynie piłkarskiej, która w początkowych okresach swojej kariery ze zmiennym szczęściem rozgrywała piłkarskie spotkania. Po ciężkim treningu drużyna zwycięża wszystkich swoich przeciwników i odnosi międzynarodowy sukces.

## Fabuła
Historia zafascynowania Kozaków futbolem i ich tournée po Europie, w czasie którego rozgrywają mecze z Niemcami (rycerze), Francuzami (dworzanie) i Anglikami (dżentelmeni z parasolami). Wygrywają wszystkie mecze i zdobywają puchar.